# Mandlový olej
Mandlový olej se vyrábí lisováním mandlí, nejčastěji za studena. Mandloň obecná (Prunus dulcis) je strom, který dorůstá výšky až 12 metrů a vyskytuje se v subtropických oblastech, zejména v okolí Středozemního moře a jižní Evropy. Pochází ze severní Afriky a západní Asie. V Čechách se vyskytuje na území jižní Moravy (Hustopeče), kde však nedorůstá takových rozměrů. Plodem je peckovice se zeleným chlupatým povrchem, v níž je zploštělá pecka s dírkovatým povrchem. Uvnitř pecky se ukrývá olejnaté semeno s hnědou slupkou, která jde sloupnout. Z tohoto olejnatého semena se získává olej buď lisováním za studena, nebo pro sladkou variantu se používá metoda se zahřátím.[zdroj?]

## Použití
Obsahuje zejména Vitamín E, B a A. Dále draslík, hořčík, síru, fosfor, sodík a síru.[zdroj?] Nejvíce se využívá v kosmetickém průmyslu.

## V kosmetice
Slouží k výrobě pleťových a masážních olejů a bývá označován v této kategorii jako jeden z nejcennějších. Příjemně voní a dehydratuje suchou pokožku. Podporuje krevní oběh a hydrataci.[zdroj?]

## Technické využití
Jako maziva pro jemné systémy jako hodiny, nástroje a zbraně.[zdroj?]

## V kuchyni
Do salátů a do sladkých jídel.

## Galerie

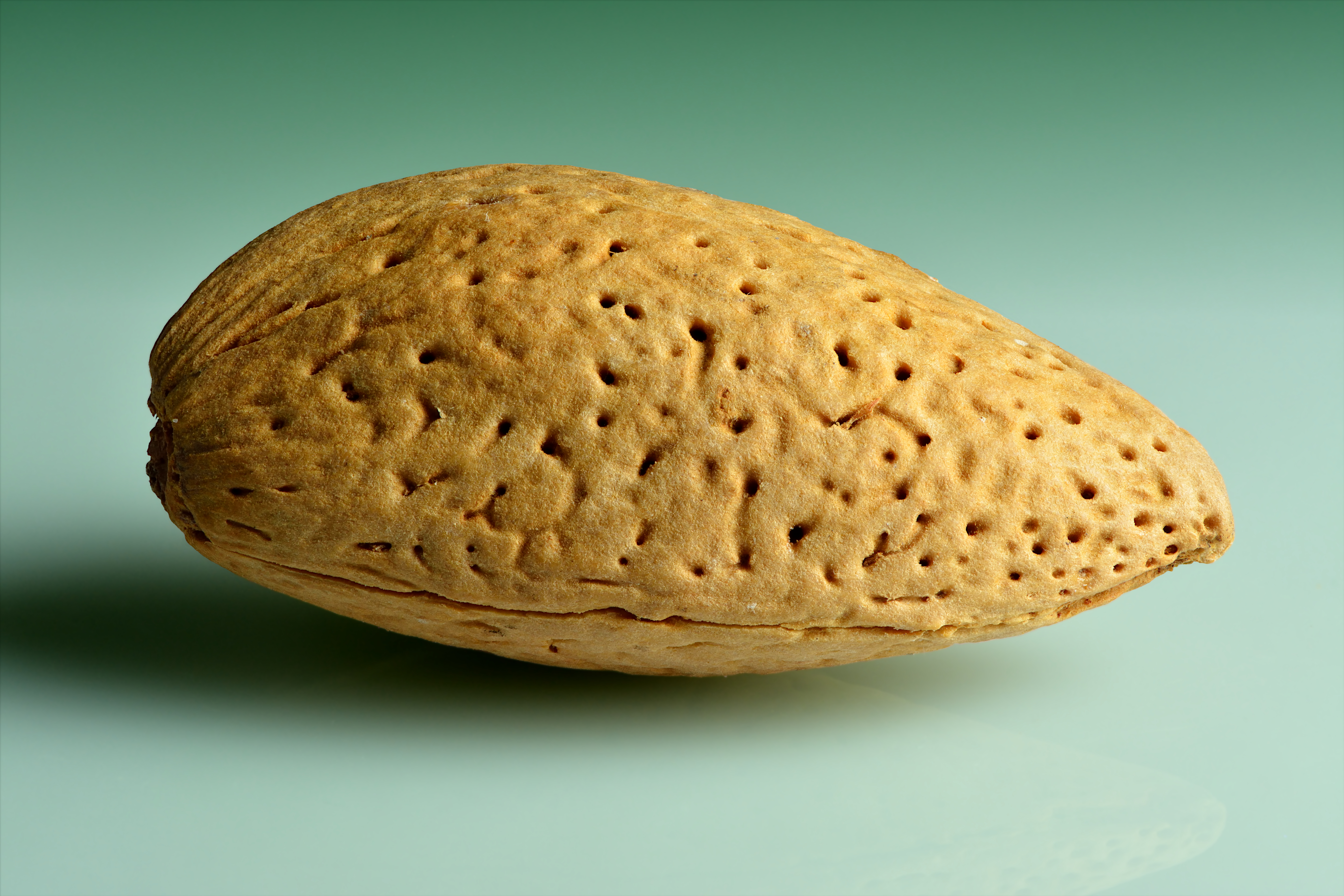
Pecka mandloně
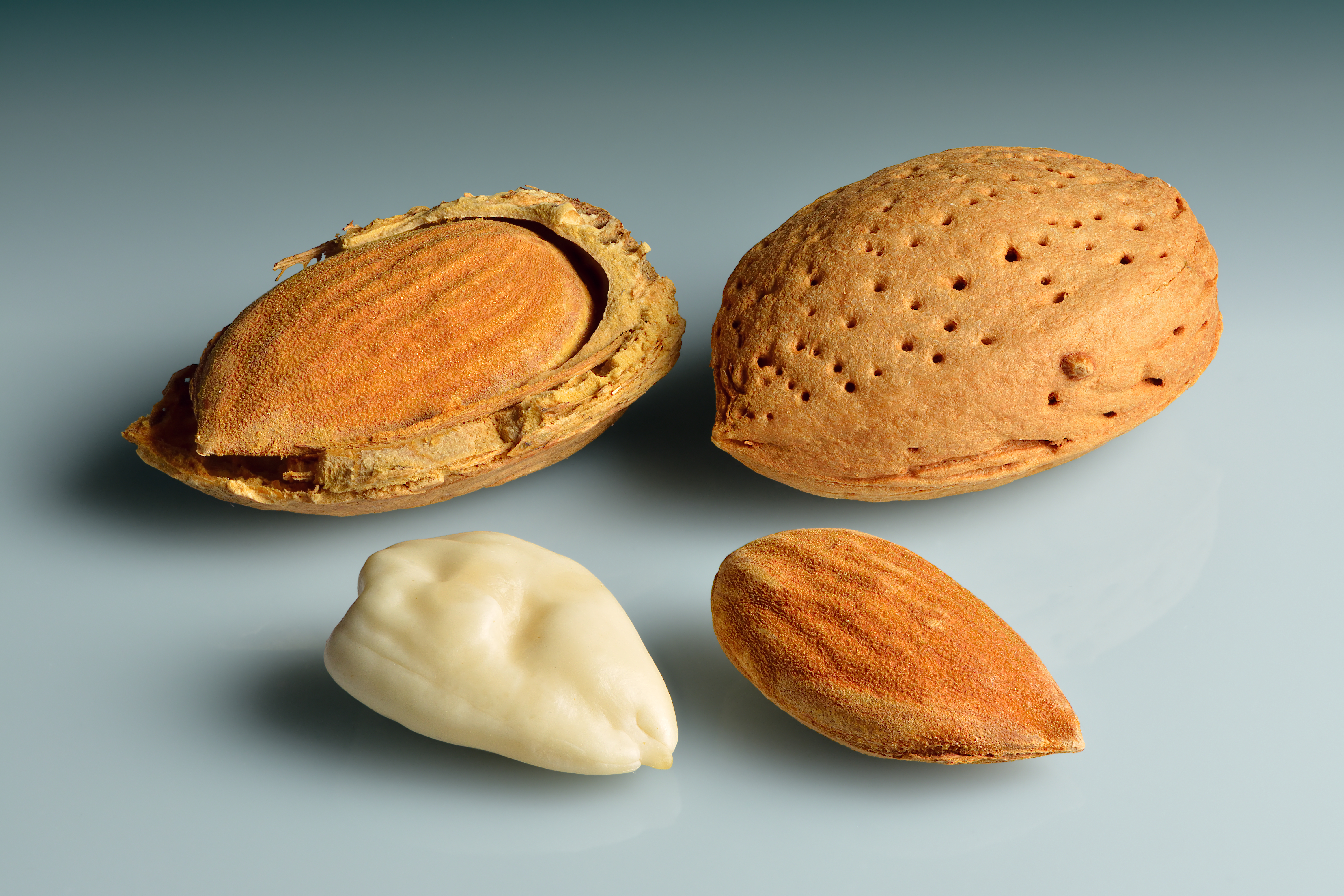
Vyloupnuté semeno pecky mandloně
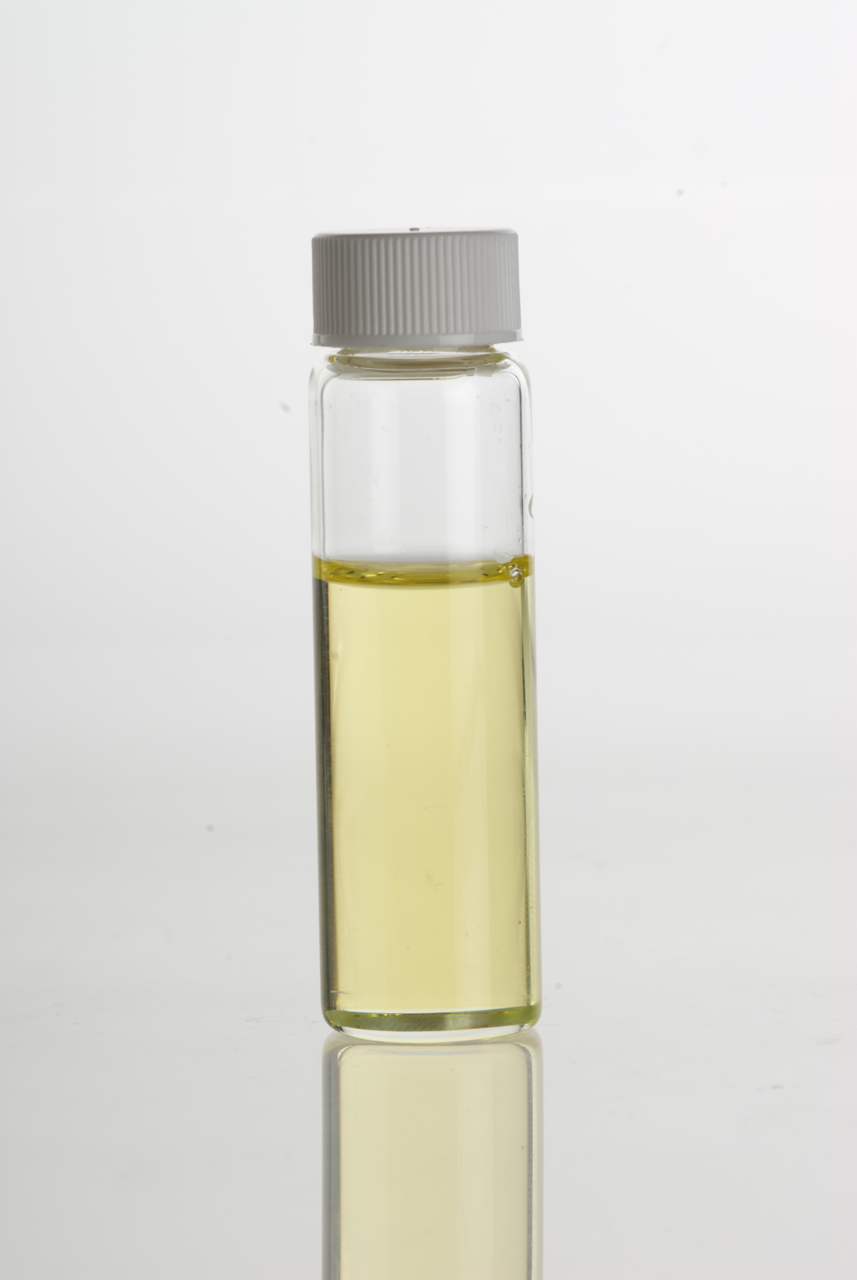
Mandlový olej
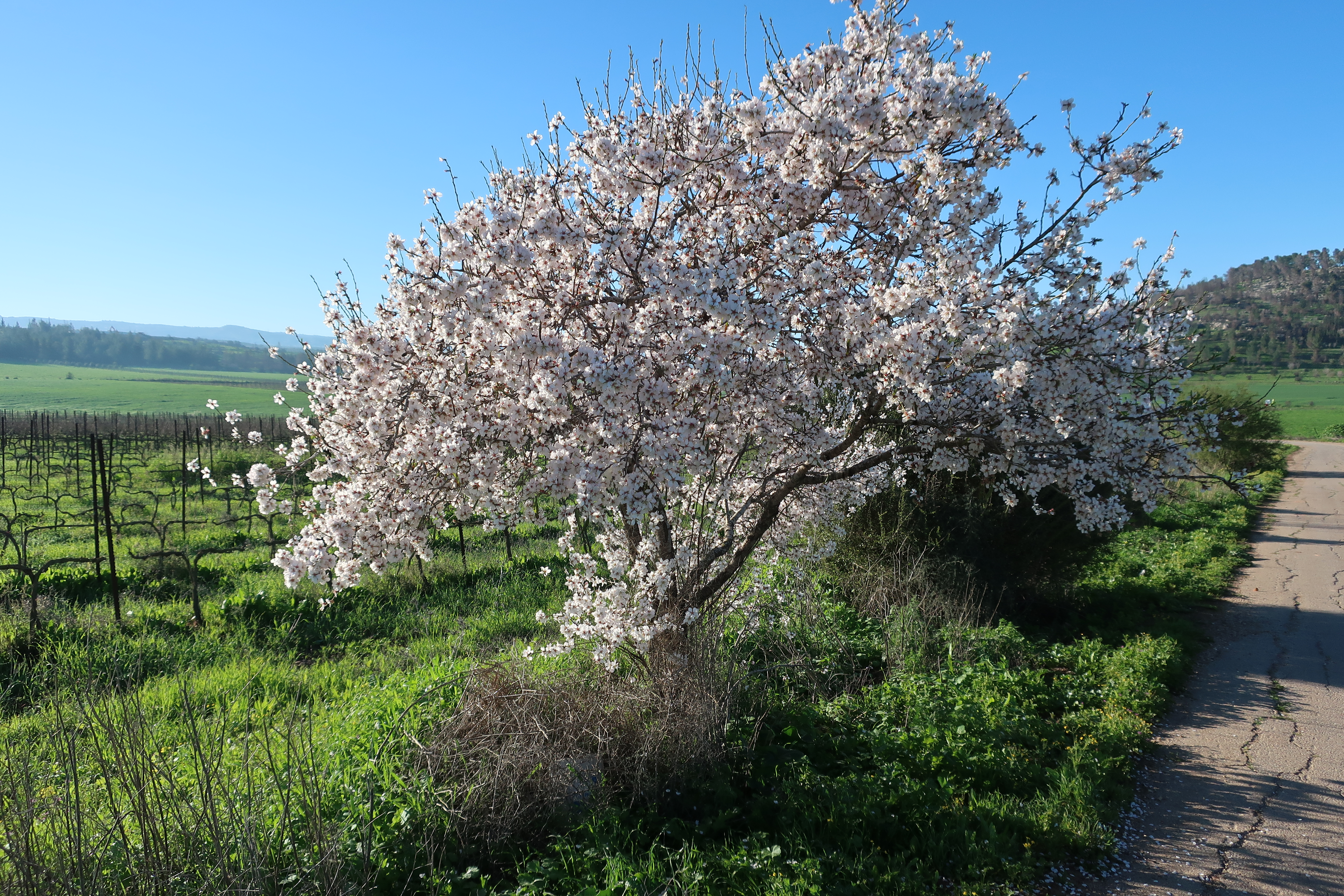
Strom mandloně